# Cucullia minuta
Cucullia minuta là một loài bướm đêm trong họ Noctuidae.